# Cantonul Orgon
Cantonul Orgon este un canton din arondismentul Arles, departamentul Bouches-du-Rhône, regiunea Provence-Alpes-Côte d'Azur, Franța.

## Comune
- Cabannes
- Eygalières
- Mollégès
- Orgon (reședință)
- Plan-d'Orgon
- Saint-Andiol
- Sénas
- Verquières